# Retrato de la Burguesía
Retrato de la Burguesía es un mural realizada por David Alfaro Siqueiros y Josep Renau en su etapa mexicana. Fue la primera gran pintura mural del artista valenciano en su exilio mexicano, a pesar de que su participación queda eclipsada por la fama de su amigo David Alfaro Siqueiros. Fue un encargo del sindicato mexicano de electricistas, y se encuentra en el edificio central de la entidad.
La mayor parte de la documentación fotográfica y las imágenes básicas del mural pertenecen a Renau, y se ve su influencia en la técnica de yuxtaposición de los fotomontajes, la iconografía constructivista del techo y el acabado final.
El artista valenciano finalizó la obra solo, ya que Siqueiros y sus colaboradores abandonan el país después del asesinato de Trotski. Manuela Ballester participó en la finalización del mural. Poco después, Renau empezaría a trabajar en La marcha del proletariado, otro proyecto para el sindicato de electricistas.